# Fairchild C-123 Provider
Fairchild C-123 Provider là một loại máy bay vận tải quân sự của Hoa Kỳ, do Chase Aircraft thiết kế, Fairchild Aircraft chế tạo cho Không quân Hoa Kỳ.

## Biến thể

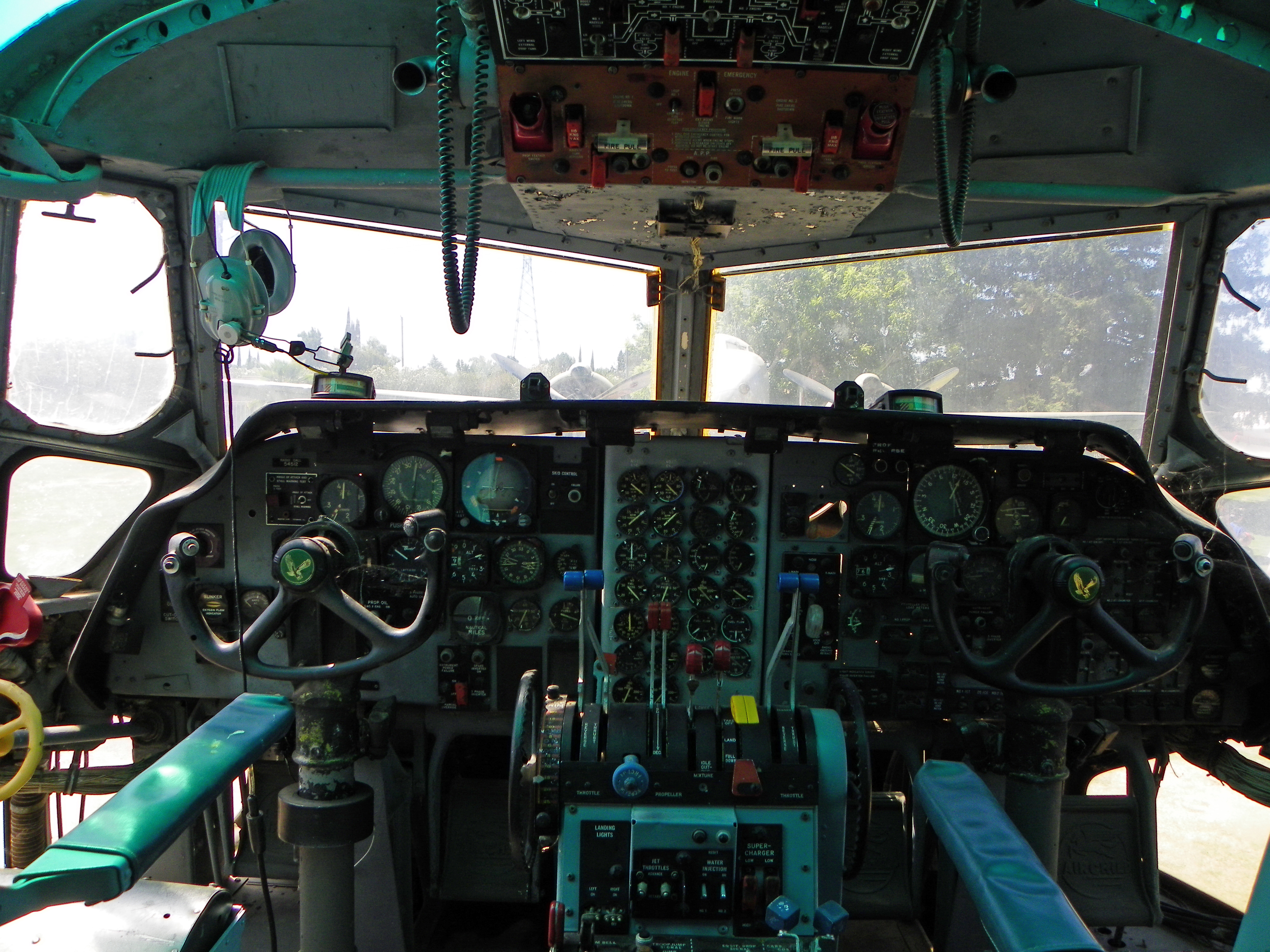
Buồng lái của C-123K Provider tại Bảo tàng hàng không Castle

Chase XCG-20
Chase XC-123
Chase XC-123A
C-123B
UC-123B
VC-123C
Stroukoff YC-123D
Stroukoff YC-123E
YC-123H
C-123J
C-123K
AC-123K/NC-123K
C-123T
HC-123B
UC-123K
VC-123K
Stroukoff YC-134
YC-136

## Quốc gia sử dụng
Brasil
- Không quân Brazil

 Campuchia
- Không quân Nhà nước Khmer

 Đài Loan (Đài Loan)
- Không quân Cộng hòa Trung Hoa

 El Salvador
- Không quân El Salvador

 Lào
- Không quân Hoàng gia Lào
- Không quân quân giải phóng nhân dân Lào

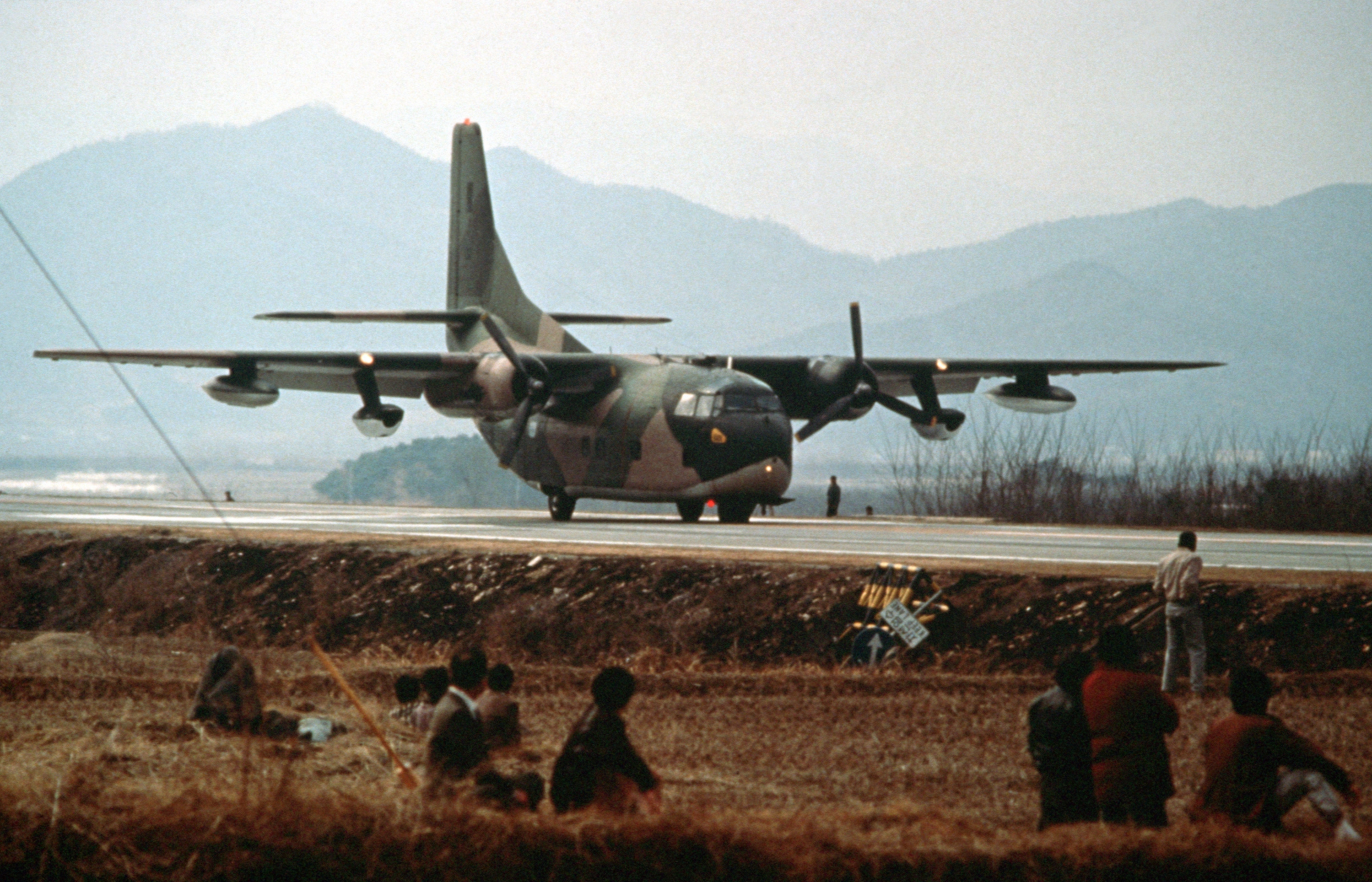
C-123K của Hàn Quốc năm 1989.

 Philippines
- Không quân Philippine

 Ả Rập Xê Út
- Không quân Hoàng gia Ả rập Saudi

 Hàn Quốc
- Không quân Hàn Quốc

 South Vietnam
- Không lực Việt Nam Cộng Hoà

 Việt Nam
- Không quân Nhân dân Việt Nam

 Thái Lan
- Không quân Hoàng gia Thái Lan

 Hoa Kỳ
- Không quân Hoa Kỳ
- Bảo vệ Bờ biển Hoa Kỳ

 Venezuela
- Không quân Venezuela

## Tính năng kỹ chiến thuật (C-123K Provider)

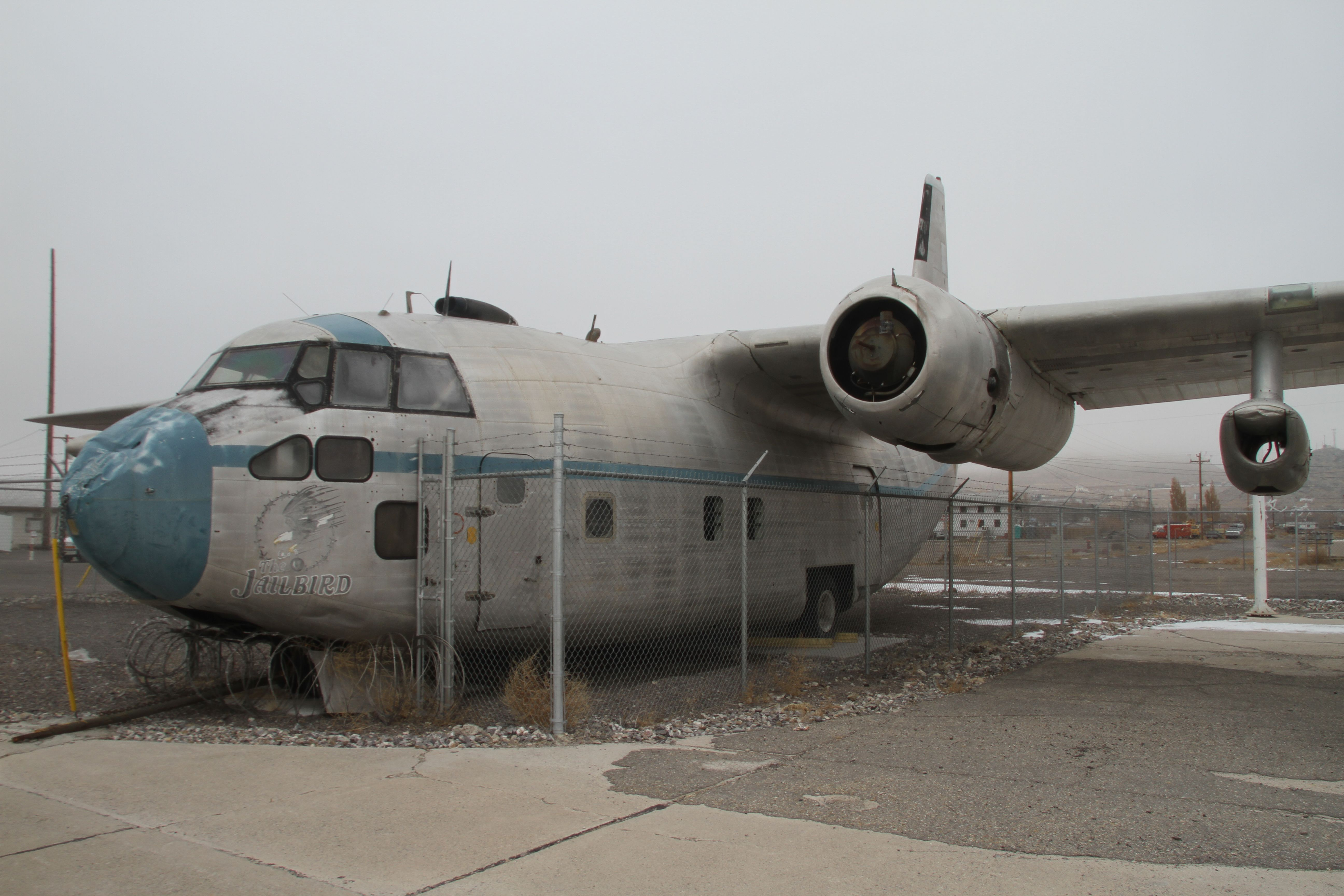
Fairchild C-123 used for static and taxi scenes in Con Air (1997), at Wendover Airfield, c. 2011

Dữ liệu lấy từ The Observer's Book of Basic Aircraft: Military (dimensions) and Jane's All The World's Aircraft 1969–70 (weights and performance)
Đặc điểm tổng quát
- Kíp lái: 4
- Sức chứa: 60 hành khách, 50 litters hoặc 24.000 pound (11.000 kg) hàng hóa
- Chiều dài: 76 ft, 3 in (23,25 m)
- Sải cánh: 110 ft, 0 in (33,53 m)
- Chiều cao: 34 ft, 1 in (10,39 m)
- Diện tích cánh: 1.223 ft² (113,7 m²)
- Trọng lượng rỗng: 35.366 lb (16.042 kg)
- Trọng lượng cất cánh tối đa: 60.000 lb (27.215 kg)
- Động cơ:
  - 2 × General Electric J85-GE-17 kiểu turbojet, 2.850 lbf (13 kN)  mỗi chiếc
  - 2 × Pratt & Whitney R-2800-99W "Double Wasp", 2.500 hp (1.865 kW)  mỗi chiếc

 Hiệu suất bay 
- Vận tốc cực đại: 228 mph (198 knot, 367 km/h) trên độ cao 10.000 ft (3.050 m)
- Vận tốc hành trình: 173 mph (150 knot, 278 km/h)
- Vận tốc tắt ngưỡng: 95 mph (83 knot, 152 km/h)
- Tầm bay: 1.035 mi (899 nm, 1.666 km) với tải trọng tối đa
- Tầm bay chuyển sân: 3.280 mi (2.852 nmi, 5.280 km)
- Trần bay: 21.100 ft (6.430 m) "OEO" (1 động cơ hỏng)
- Vận tốc lên cao: 1.220 ft/phút (6,2 m/s) "OEO" (1 động cơ hỏng)